# Enrique III de Limburgo
Enrique III (c. 1140 - 21 de junio de 1221) fue duque de Limburgo y conde de Arlon desde 1165 hasta su muerte. Fue el hijo y sucesor de Enrique II y de Matilda de Saffenberg.
En 1172, se enfrentó al conde de Luxemburgo, Enrique el Ciego, y luego a su aliado, el conde de Hainaut, Baluino V. Los alrededores de Arlon fueron devastados y el duque, vencido, tuvo que compensar al conde de Luxemburgo por los daños causados. En 1183, apoyó la elección de Folmar de Karden como arzobispo de Tréveris, a lo que se opuso el emperador, Federico Barbarroja.
En 1213, Enrique se enfrentó a su sobrino Enrique, duque de Brabante en la batalla de Estepas. El ejército de Brabante huyó en desbandada. Posteriormente, Enrique apoyó a Otto de Brunswick frente a Felipe de Suabia como rey alemán y pretendiente al imperio. Luchó en la batalla de Bouvines en 1214 por Otto de Brunswick, mientras que su hijo Waleran tomaba el partido de Felipe II de Francia.

## Matrimonio e hijos
Se casó con Sofía de Saarbrücken, con la que tuvo a  Waleran III, duque de Limburgo.